# 原裕美子
原 裕美子（はら ゆみこ、1982年1月9日 - ）は、日本の女子陸上競技（長距離走・マラソン）選手。

## 来歴
栃木県足利市出身。宇都宮文星女子高等学校卒業後、2000年に京セラへ入社。
2005年3月13日の名古屋国際女子マラソンが初マラソンだった。レース後半に入ると優勝候補だった渋井陽子が脱落、2位の大島めぐみや3位の北島良子らと競り合う。その後38kmを過ぎてから原が満を持してスパート、いきなりマラソン初優勝を果たした。この成績で世界陸上ヘルシンキ大会女子マラソンの代表に選ばれた。
同年8月14日に行われたその本番では、レース序盤から優勝したポーラ・ラドクリフ（世界記録保持者）らのハイペースの先頭集団に積極果敢についていったが、16km過ぎ辺りで徐々に離されていった。その後も終始表情は苦しげだったが粘り強さを発揮し、メダルには届かなかったものの日本女子トップの6位入賞となった。なおゴールタイムは、初マラソン時のわずか1秒遅れだった。女子マラソン団体で日本代表は銀メダルを獲得した（他選手は弘山晴美も8位入賞、大島めぐみ10位、小﨑まり15位、北島良子17位）。
その後、足に3カ所の疲労骨折のケガなどに悩まされ、1年以上大きな大会から遠ざかっていたが、徐々に故障が完治となる。
約1年半ぶりのマラソンとなった2007年1月28日の大阪国際女子マラソンでは、序盤からハイペースで飛ばした渋井陽子にぴったりとマーク。その後、中盤の29km付近で渋井を突き放してからは原の独走となり、自身マラソン2度目の優勝を果たし、自己最高となる2時間23分48秒を記録した。この成績により、同年9月開催の世界陸上大阪大会女子マラソン代表に、2大会連続で内定選出となった。
同年9月2日に行われたその本番は、代表を決めたレースと全く同じコースで行われたが、前回ヘルシンキ大会と打って変わってレース序盤から超スローペースとなる。原は先頭集団のほぼ一番前の方で引っ張っていたが、中間点を過ぎた辺りで腹痛と、その後左太ももを痛めるアクシデントにより脱落。結局18位に終わり、2大会連続の世界陸上女子マラソン入賞もならなかった。なお女子マラソン団体で日本代表は銅メダルを獲得した（他選手は土佐礼子が銅メダルを獲得し、翌年の2008年北京オリンピック代表に即内定。嶋原清子は6位入賞、小﨑まり14位、橋本康子23位）。
北京五輪女子マラソンの国内選考レースである、2008年1月27日の大阪国際女子マラソンへ、ディフェンディングチャンピオンとして出場予定だった。しかしレース2日前に記者会見が行われた1月25日、急性胃腸炎による体調不良で会見を急遽欠席、レース出場そのものも取り止める。
その後も練習が思うように積めなかったものの、最終選考レースである同年3月9日の名古屋国際女子マラソンへのスライド出場を決める。その名古屋の本番レースでは、25kmを過ぎて原自ら先頭に立って仕掛ける場面もあったが、31km地点を過ぎた後で先頭集団から遅れ始めてしまう。32km過ぎからは優勝した中村友梨香のロングスパートにも対応出来ず4位に留まり、念願の北京五輪代表入りはならなかった。
世界陸上ベルリン大会女子マラソンの国内選考レースである、2009年1月25日の大阪国際女子マラソンに出走したが、30km付近で先頭集団から抜け出した渋井陽子（優勝）と赤羽有紀子（2位）らについていけず、3位でゴール。原の3大会連続の世界陸上女子マラソン代表選出はならなかった。
同年3月31日、京セラを大森国男らと共に退社、その後は地元栃木に帰郷。2012年ロンドンオリンピック代表選出を目指し、一人で練習を続けていた。
2010年1月26日、ユニバーサルエンターテインメントに移籍。同年8月29日、1年8か月ぶりのフルマラソンとなる北海道マラソンに出場。2位の宮内宏子らと競り合う中32km手前で抜け出してからは独走となり優勝、復活を遂げた。
2連覇を目指した翌2011年8月28日の北海道マラソンは、足の痛みにより19km地点で途中棄権に終わった。
2013年3月、故障の悪化等を理由により退社。
2021年、双葉社から著書『私が欲しかったもの』を刊行し、陸上競技生活での厳しい減量を起因とする摂食障害や窃盗症に悩まされ万引きで7度逮捕され、2018年の12月には二度目の執行猶予の有罪判決を受けるなどの経験をしていた事実を自ら公表した。

## 自己記録
- 5000m 15分38秒81
- 10000m 31分24秒33
- ハーフマラソン 1時間9分28秒
- マラソン 2時間23分48秒

## 主な実績
- 2002年 - 世界ハーフマラソン選手権 日本代表（棄権）
- 2003年 - 札幌国際ハーフマラソン 2位、世界ハーフマラソン選手権 日本代表（19位）
- 2004年 - 全日本実業団女子駅伝 5区区間賞
- 2005年 - 唐津10マイルロードレース大会 2位、名古屋国際女子マラソン 2時間24分19秒 優勝、世界陸上ヘルシンキ大会女子マラソン 2時間24分20秒 6位（日本人1位）
- 2007年 - 大阪国際女子マラソン 2時間23分48秒 優勝、世界陸上大阪大会女子マラソン 2時間36分40秒 18位
- 2008年 - 名古屋国際女子マラソン 2時間27分14秒 4位
- 2009年 - 大阪国際女子マラソン 2時間26分57秒 3位
- 2010年 - 北海道マラソン 2時間34分12秒 優勝
- 2011年 - 北海道マラソン 途中棄権
- 2012年 - 東京マラソン2012 2時間44分52秒 19位
- 2012年 - 大阪マラソン2012 2時間44分24秒 5位
- 2013年 - 横浜国際女子マラソン 2時間47分00秒 12位
- 2014年 - 大阪国際女子マラソン 2時間49分29秒 22位